# Миграция на птиците
Вижте пояснителната страница за други значения на Миграция.
Миграцията на птиците представлява извършване на редовни прелети от много видове птици, които се осъществяват в резултат на сезонни или периодични премествания на птиците, дължащи се на настъпили промени в средата на обитание, наличността на хранителните ресурси или метеорологични промени. В някои случаи птичите прелети не могат да се категоризират като същинска миграция, тъй като те са нередовни в резултат на номадство или се извършват само в една посока без птиците да се връщат. В огромна част от случаите миграцията на птиците е белязана от редуването на годишните сезони. Птиците, които не мигрират, а водят уседнал начин на живот се наричат резидентни. Около 1800 от десетте хиляди вида птици в света извършват миграции на дълги разстояния.

## Общи понятия
Много от птичите популации мигрират на дълги разстояния като ползват т.нар. миграционни маршрути. Най-често срещаният модел представлява прелет през пролетта на север, където птиците се размножават в умерените или арктични области, с връщане през есента на юг към по-топлите райони. Аналогично в южното полукълбо посоките са разменени. В тази част обаче земната повърхност е значително по-малък процент и миграциите на птиците са по-малко.
Основният мотив птиците да извършват миграция е възможността да откриват достатъчно количество храна. Пример за това са някои видове колибри, които не мигрират, ако успяват да си набавят достатъчно храна през зимата. Друг фактор, определящ миграцията на птиците, е продължителността на деня. Така на север през лятото се осигурява продължителен период за размножаване и възможност да откриват и набавят прехрана за малките през светлата част на денонощието. Това помага на дневните мигриращи птици да произвеждат по-големи люпила от птиците, които не мигрират, а остават в тропиците. Поради съкращаването на деня през есенните месеци птиците се връщат към топлите райони, където наличното предлагане на хранителни ресурси е относително по-голямо през тази част на годината.
Тези предимства компенсират големия стрес, физическото усилие и други рискове на миграцията, като хищничеството. Хищничеството може да бъде повишено през периодите на миграция, когато в определени месеци през дадена територия преминават мигриращи птици. Така например средиземноморският сокол, който гнезди по островите в Средиземно море, има сравнително късен размножителния сезон, синхронизиран с есенната миграция на юг на врабчоподобни мигранти. Подобна стратегия е приета и от прилепа голям вечерник, който сезонно се прехранва с улавянето на нощни врабчоподобни мигранти. Високите концентрации на мигриращи птици на местата за почивка ги прави податливи на паразитни и инфекциозни заболявания, които изискват и повишен имунен отговор от тяхна страна.
От представителите на даден вид не всички популации могат да бъдат мигриращи. Този феномен се нарича „частична миграция“. Характерна е предимно за южните континенти. Така например в Австралия 44% от неврабчовите 32% от врабчовите птици са частично мигриращи. При някои видове, които обитават по-високи географски ширини, през лятото мигрират към по-ниски през зимата. Мигриращите птици обаче заобикалят географски ширини, в които немигриращите от този вид са ги заели целогодишно. Това е пример за т.нар. „заобикаляща миграция“ или „миграция тип прескочикобила“. Много видове, които имат дълги миграционни пътища, извършват точно такъв тип миграция. Те гнездят на север при малки географски ширини, а зимуват на юг при по-високи ширини.
Наблюдават се и вътревидови разлики по отношение на мигриращите представители в популацията. Тези разлики биват възрастови или полови. Така например мигрират само женските обикновени чинки, обитаващи Скандинавия, докато мъжките са целогодишни обитатели на полуострова.
Повечето миграции при птиците започват от широк фронт, който постепенно се стеснява, като птиците се събират на ята, които следват определени миграционни пътища. Тези маршрути обикновено следват планински вериги, брегова линия, реки. Птиците могат да се възползват от въздушни течения от затоплен въздух или да използват естествени климатични явления. Много често при движението си избягват големи географски бариери каквито са например големи морета. Специфичните маршрути могат да бъдат генетично програмирани или птиците да са ги научили в различна степен. В отделни случаи е възможно маршрутите при миграция в двете посоки да са различни. Например в Северна Америка миграционните посоки при някои птици се извършват по посока на часовниковата стрелка. През пролетта при полетите си на север птиците държат маршрут, който се движи по западната част на континента, а наесен, когато поемат на юг, се изместват към източните му части.
Почти всички птици мигрират съвместно в ята. За по-едрите птици е характерно, че при полета си се подреждат в ято с форма наподобяваща латинската буква V. Патиците например, летейки по този начин, могат да пестят 12 – 20% от собствената си енергия в сравнение с тази ако бяха летели сами. При засичане с радарно устройство е установено, че ятата на големия и тъмногръдия брегобегач се движат с около 5 km/h по-бързо отколкото ако индивидите се движеха сами.
Миграционните пътища при някои видове птици преминават през екстремни височини. Така например при експедиции на връх Еверест са открити скелети от шилоопашата патица и черноопашат крайбрежен бекас на надморска височина около 5000 m в района на ледника Кумбу. Гъски от вида Anser indicus са наблюдавани да прелитат в района на хималайските осемхилядници. Морските птици летят ниско до водата и се издигат на височина, когато са над сушата. Въпреки огромните разлики във височината на полетите повечето птици прелитат на височина от 150 до 600 m. Като потвърждение на това говори и фактът, че повечето сблъсъци на самолети с птици се случват на височина около 600 m и почти никога над 1800 m.
Миграцията на птиците при някои от видовете не се ограничава от основния начин на привдижване – полет. Повечето видове пингвини мигрират като плуват в океанските води. По този начин могат да се придвижат около 1000 km. Фазановата птица Dendragapus obscurus например мигрира на различни височини основно чрез ходене. Птиците ему в Австралия могат да се движат на далечни разстояния отново пеша.

## Исторически сведения
Сведения за птичи миграции има още от Древна Гърция преди около 3000 години. Хезиод, Омир, Херодот и Аристотел описват сезонните прелети на птици. В Библията също се посочва за миграциите на определени видове птици. Аристотел отбелязва, че жеравите летят наесен от степите в Скития към блатата от делтата на река Нил (виж Виа Аристотелис). В „Естествена история“ Плиний Стари повтаря съмненията на Аристотел. Аристотел обаче е вярвал, че лястовиците и други видове птици изпадат в хибернация през зимата. Това вярване съществува. През 1878 г. Елиът Куес описва, че изчезването на някои видове през зимата не се дължи единствено на хибернация. Така миграцията дава обяснение къде изчезват много видове птици през студената зима.

## Миграции на дълги разстояния
Типичен пример за миграция на дълги разстояния от северните птичи гнездовища към тропическите райони на планетата е тази на лястовиците и хищните птици. Много птици, които гнездят на север, каквито са различните видове патици, също извършват големи миграционни преходи на юг с цел да избегнат замръзването на водните басейни на север. Повечето холарктични видове патици от Северното полукълбо се изместват към страни с по-мек климат, където да презимуват. Пример за такава миграция е късоклюната гъска, която извършва прелет от Исландия към остров Великобритания и съседни на него страни. Миграционните маршрути и местата за зимуване са постоянни за вида, а младите птици се научават за тях от своите родители. Някои патици, като лятното бърне например, прелитат изцяло или частично до тропиците.
Поради съображения от наличието на естествени бариери като обширни водни басейни или континентални територии, които не предлагат условия за почивка или нормален преход на птиците, се наблюдава удължаване на миграционния път. Така, макар и разстоянието да е по-кратко, птиците ползват обиколни маршрути, които го удължават. Пример за такъв вид на удължаване на миграционния маршрут е този на Черната гъска. Тя мигрира от полуостров Таймир до фризийския бряг на Северно море. Вместо да прелитат по прав път през Северния ледовит океан и Скандинавия гъските поемат по маршрут покрай бреговете на Бяло и Балтийско море.
Подобна е ситуацията с много видове мигриращи блатни птици в Северна Америка. Видове като тъмногръд брегобегач и западен брегобегач (на латински: Calidris mauri) са натоварени с дълги преходи от летните си гнездовища към по-топли места, но отново в Северното полукълбо, докато малкият ципокрак брегобегач (Calidris pusilla) мигрира до тропическите райони на Южното полукълбо. Подобно на големите и силни пернати, блатните птици са добри летци. Тази им способност помага например на видове, които зимуват в умерените ширини, в случаи когато се влошат климатичните условия в района да извършат по-кратки миграции към по-благоприятни места.
За някои видове блатни птици успехът на миграционния преход зависи особено много от наличието на особени спирки, където те да починат и заредят сили за следващия етап от прехода. Примери за такива важни спирки са заливите Фънди и Чесапийк. Примери за такива спирки по пътя на Виа Понтика в България са езерата Дуранкулашко и Мандра, а по Виа Аристотелис районът на Кресненското дефиле.
Някои от популациите на пъстроопашатите крайбрежни бекаси извършват най-дългата известна за блатните птиците миграция. Те летят около 11 хил. километра от гнездовите местообитания в Аляска до Нова Зеландия. Преди да започнат прелета те натрупват мазнини, които съставят около 55% от теглото на птицата. Същите са нужни като енергиен източник за осъществяване на дългия преход.
Морските птици мигрират по подобен на блатните птици начин. Някои видове, като чистик и чайки, водат сравнително уседнал начин на живот. Други обаче, като рибарки (на латински: Sternidae) и кайрови (на латински: Alcidae), се размножават през топлите месеци в Северното полукълбо и се придвижват на юг през по-студената част на годината. Полярната рибарка извършва най-дългата птича миграция, известна до момента. Тя е и животното, което прекарва по-голяма част от живота си на дневна светлина. Това се дължи на факта, че мигрира от гнездовите си местообитания в Арктика на юг към Антарктида, където не гнезди. Пиле от вида, опръстенено на островите Фарне, разположени по източното крайбрежие на Британия, е намерено в Мелбърн, Австралия само три месеца, след като се е оперило. Така птицата е прелетяла около 22 хил. километра за такъв кратък период. Други видове морски птици, като пъстрокрака вълнолюбка (на латински: Oceanites oceanicus) и голям буревестник (на латински: Puffinus gravis), гнездят по антарктическите брегове, като през периода на зима в Южното полукълбо мигрират в Северното.
Повечето пелагични видове, каквито са представителите на Буревестникоподобните, са изключителни летци. Албатроси от южните части на Световния океан могат да обикалят планетата извън периода на размножаване, като се възползват от ветровете в „ревящите четиридесет“. Тези представители са способни да летят над открити океани, като се събират на места в тях, където храната е обилна. Повечето от тях са и мигранти на дълги разстояния. Сивият буревестник (на латински: Puffinus griseus) гнезди на Фолклъндските острови мигрира около 14 хил. km между гнездовищата си до Северния Атлантически океан до бреговете на Норвегия. Някои от представителите на обикновения буревестник извършват миграция в обратна на сивия буревестник посока. Тъй като тези птици са и изключително дълголетни е установено, че е напълно възможно един обикновен буревестник да прелети около 8 милиона километра през 50-годишния си живот.
Някои големи щирококрили птици се възползват от термиките, образувани от нагорещената от Слънцето земя. Към тях спадат и повечето грабливи птици, като лешояди, орли и ястребови, а така също и щъркеловите птици. Едрите птици мигрират през светлата част на денонощието. При извършването на миграции птиците от тези групи изпитват особени затруднения при прелетите си над морета. Причината за това е, че термиките се образуват благодарение на затоплянето на сушата. Те създават условия птиците да летят като се реят и така да не хабят ценна енергия. Средиземно море се оказва сериозно препятствие за мигриращите едри птици от тази част на Земята. Поради термиките се налага да обикалят морето от изток или запад, като миграционните им пътища преминават през тесни участъци от морето, които отделят двата континента. Такива места са известни и с името „гърло на бутилка“. Пример за такива са Гибралтар и Босфора, и Категат на Балтийско море. Други прегради за миграционните пътища могат да бъдат планинските вериги. Заобикалянето им може да пресече пътищата на много мигриращи видове, които се стесняват значително на определени места. Подобни явления се наблюдават най-вече в Централна Америка.
Много от дребните насекомоядни птици представители на врабчоподобните и колибровите извършват своите далечни миграции предимно през нощта. На сутринта кацат на земята, където се хранят и дори могат да останат в района на почивка за няколко дни, където да съберат сили за следващия етап от прелета. На тези места, където птиците се задържат за кратко, са наричани „пасажни мигранти“.
Нощните миграции намаляват жертвите в резултат на хищничество, птиците не прегряват и имат възможност да се хранят през деня. Единственото нещо, което птиците губят при миграциите нощем, е сънят. Въпреки това обаче те са способни да променят качеството на съня, като компенсират загубата му.

## Миграции на кратки разстояния
Птиците, които извършват дълги миграции, имат генетично програмиран маршрут, който често се отключва от промяната на продължителността на деня. Видовете, които извършват къси миграции, не могат да бъдат повлияни от този фактор, защото техните миграции се извършват често в близки географски ширини и са повлияни най-вече от климатичните промени в региона.
Така например гнездящите птици в планини и хълмисти райони извършват основно отвесна миграция, изразяваща се в намирането на местообитания на по-ниска надморска височина, където климатът през зимата е по-мек и топъл. Други видове, като скалолазката и водния кос, се изместват в посока към крайбрежни или южни райони. Обикновената чинка не е мигриращ вид за остров Британия. При по-студено време обаче птиците могат да мигрират към по-южните му части или към съседния остров Ирландия.
Мигрантите на къси разстояния от врабчоподобните птици имат два пътя на еволюционен произход. Първите, като еловия певец, са представители от южното полукълбо, които в миналото са мигрирали на далечни разстояния на север. В резултат на различни причини постепенно миграционните им пътища се скъсявали и така те останали постоянни обитатели на Северното полукълбо.
Вторият тип врабчоподобни мигранти, като копринарките например, не произлизат от птици, които в миналото са извършвали дълги миграции. Това са птици, които са намерили ефикасни начини да оцеляват в условията на зимните месеци в ширини, в които гнездят и отглеждат потомство.
В тропиците въриациите в продължителността на деня са слаби, а климатът е подходящ за развитието на растителността, която осигурява хранителни ресурси в цялата хранителна верига. Там от особено значение е по-скоро високата степен на конкуренция за храна. Миграцията в областта на тропиците е по-слабо проучена от другите части на Земята. Климатът в повечето тропически региони се характеризира от наличието на сух и влажен сезон. Това индуцира известни миграции сред птиците в търсенето им на храна. Примери за такава миграция е появата на вида Clamator jacobinus в сезона на мусоните в Индия. Подобна е и миграцията при вида Halcyon senegalensis в Западна Африка и много австралийски видове.
Съществуват и няколко тропически видове, основно различни кукувици, които представляват същински мигранти на далечни разстояния. Пример за такава миграция е тази при кукувицата от вида Cuculus poliocephalus който гнезди в Индия и прелита до Африка извън размножителния сезон.
Отвесната миграция се среща в планинските райони и е добре изразена във високите планини, като Хималаите и Андите. Често такъв тип миграция може да бъде съчетан и с миграция на по-дълги разстояния. Пример за такава е при видовете Ficedula subrubra и Zoothera wardii, които мигрират от Хималаите на юг до планинските райони на Шри Ланка. Отвесната миграция е особено важна за видове, които обитават сравнително малки и отдалечени острови, каквито са Хаваите.

## Нашествие и разпръскване
Понякога при обстоятелства, когато сезонът за размножаване е добър и поколението е увеличило числеността на вида значително, и последващ неблагоприятен сезон, при който източниците на храна за вида рязко спадат, е възможно да се получи т.нар. „разпръскване“. Представителите на вида напускат местата на обитание в търсене на прехрана, като се заселват в нови по-подходящи. Подобно явление се наблюдава при копринарката и обикновената кръсточовка, които могат значително да променят числеността си в определен район.
В умерените зони на южните континенти (особено в Австралия и Западна Южна Африка) съществуват обширни сухи области, в които атмосферните промени са чести, но не винаги са предвидими. Когато няколко седмици вали силен дъжд в една част от такава зона, настъпва драматичен растеж на растения и безгръбначни животни. Това от своя страна привлича и птици, които се хранят с наличните хранителни ресурси.
Птичите миграции са значителни в Северното полукълбо, но не представляват феномен само за тази част на планетата. В Южното полукълбо също се извършват сезонни миграции, които не са така забележими. Причините за това са няколко. Първо, до голяма степен формата на континентите и прилежащите океани не позволяват миграционните пътища да се събират в определи точки, които да бъдат атрактивни и привличат човешкото внимание. Второ, климатични райони в Южното полукълбо не са така рязко отдиференцирани, а постепенно преливат един в друг. Това означава, че вместо птиците да правят дълги пътувания през неподходящи местообитания, за да достигнат определени дестинации, мигрантите обикновено могат да пътуват в спокойна темпо, като при почивките си успяват да съберат достатъчно сили за следващ сравнително отново лек преход. Ето защо птиците за кратък период могат да изчезнат от даден район, а в други периоди да бъдат забелязвани за определено време на път при миграциите си на север или юг.
Много видове птици извършват подобни миграции, които не са така ясно забележими от хората. Примери за такива са при птиците от видовете Hirundo cucullata, Myiagra cyanoleuca, Eurystomus orientalis и Merops ornatus.

## Физиология и контрол
Контролът на миграцията възниква в резултат на успеха птиците да намерят подходящия момент да мигрират и е генетично обусловен. Той присъства и като примитивна черта, която е характерна дори и в немигриращите видове птици. Способността на птиците да се движат и да се ориентират по време на миграцията е много по-сложно явление, което може да включва както ендогенни фактори на организма, така и постигане чрез непрекъснато обучение на следващите поколения.

### Синхронизиране на миграцията
Основният физиологичен ключ, който стартира началото на миграцията, е промяната в продължителността на деня. Тази промяна е фактор, който обуславя появата на хормонални промени в организма на птиците.
В периода преди миграцията много видове птици показват висока активност, която се нарича „миграционно безпокойство“. В организма настъпват физиологични промени, като например увеличаване на отлагането на мазнини. Появата на миграционното безпокойство е в пряка връзка и с появата на екологично насочваща информация, като например скъсяване на деня и спадане на денонощната температура. Птиците започват да демонстрират преференциална посока на своя полет, която кореспондира с посоката, в която ще мигрират.
При полигамните видове и особено в случаите, когато между половете има силно изразен половдиморфизъм, съществува тенденция мъжките да се връщат по-рано до местата за размножаване. Това се нарича като протандрия.

### Ориентация и полет
Навигацията при мигриращите птици се извършва благодарение на комплекс от няколко различни сетива. Много птици използват Слънцето за компас. Използването му обаче като единствен ориентир е свързано с ограничаване на полета единствено в светлата част на денонощието. При голяма част от птиците навигацията се дължи на способността да се ориентират по магнитното поле, други се ориентират като използват визуални забележителности, както и обонятелни знаци.
Смята се, че младите на мигрантите на дълги разстояния се разпръсват и в повечето случаи не успяват да се върнат в местата, където са отраснали. Така обаче откриват нови предпочитани места за гнездене и съответно определят и свои любими места за зимуване. Веднъж установили ги, те извършват ежегодно преходи между съответните места, като с всяка изминала година стават все по-точни в бързото им откриване след полета.
Навигационната способност при птиците по време на миграция е не само ендогенно обусловена, а се определя и от факторите на средата и възможните промени, които могат да настъпят. Възможността на птиците да преодолеят дългите разстояния вероятно се дължи и на използването на своеобразни мисловни карти. Сателитното проследяване на дневните преходи при грабливи птици показва например, че по-възрастните са способни по-лесно са осъществят корекции на полета си при промяна на посоката на вятъра.
Ежегодните миграционни модели показват, че има силен генетичен компонент при избора на времето, през което тя да започне, и избора на маршрут. Това обаче може да бъде променяно и от влиянието на околната среда. Интересен пример за подобна настъпила промяна на миграционния път поради наличието на географска бариера е тенденцията при някои големи черноглави коприварчета да мигрират на запад за зимните месеци към Великобритания, а не да преминават през Алпите.
За да намерят своята дестинация, прелетните птици могат да използват два електромагнитни инструмента. Първият е изцяло вроден, а вторият е в резултат на натрупания опит. Младите птици при извършването на първата си миграция летят в правилната посока в съответствие с магнитното поле на Земята, но не знаят колко дълъг ще бъде преходът им. Това го правят благодарение на радиална двойка механизми, чрез химични реакции в специални фотопигментни чувствителни звена, които реагират на дължината на магнитната вълна. Макар че този механизъм работи само през светлата част на деня, той не се влияе по никакъв начин от позицията на Слънцето. На този етап птицата наподобява на скаут с компас, но без карта. С натрупването на опит обаче с всяка миграция тя започва да използва и други механизми за ориентиране. Така птиците научават за наличието на различни забележителности, като се получава „картографиране“ в тригеминалния нерв на птицата. Тъй като птиците мигрират в посоки, намиращи се между северни и южни региони на Земята, се сблъскват и с различно магнитно поле на различни географски ширини. По-новите изследвания установяват невронна връзка между окото и „клъстер N“ (част от предния мозък), който е активен по време на миграция. Това предполага, че птиците вероятно са в състояние да виждат магнитното поле на Земята.

### Скитничество
Възможно е мигриращите птици да загубят пътя си и да се появяват извън техните нормални граници. Това може да се дължи на по-продължителен полет, при който птиците пропускат своето място на гнездене или зимуване. Така птицата изминава по-дълго разстояние и отива на север или съответно на юг повече, отколкото е необходимо. Поради характерното си местоположение някои области са станали известни като места за наблюдение на скитащи птици мигранти. Примери за такива зони са например Национален парк Пойнт Пили в Канада, и Спърн в Англия. Мигриращите птици могат да бъдат издухани от вятъра и така да променят курса си.

### Миграционно привикване
Известно е, че птиците могат да бъдат научени да извършват миграции на ята. Това се използва при реинтродукция на птиците. Извършвани са опити с канадски гъски да бъдат приучени да извършват миграция, като следват мотоделтапланер. Преди това са извършвани и успешни опити с птици от вида бял американски жерав.

## Адаптации
Преди да започне миграцията птиците трябва да променят своя метаболизъм с цел да отговорят на нуждите при осъществяване на дългия преход. Съхранението на енергия чрез натрупване на мазнини и контрола на съня при нощните мигранти изисква специални физиологични адаптации. Като допълнение на това перата на птица се износват и е нужно да бъдат подменяни. Тази смяна се нарича линеене и обикновено се извършва веднъж годишно. При някои видове птици линеенето е два пъти годишно, обикновено преди всяко отпътуване – било на север или на юг. Освен физиологичните адаптации понякога миграцията налага да настъпят промени и в поведението. Обикновено това е събирането на птиците в ята, които съвместно преодоляват големите разстояния, като така пестят значително количество енергия и намаляват риска от това птиците да бъдат нападнати от хищници.

## Еволюционни и екологични фактори
Дали даден вид ще мигрира зависи от редица фактори. Климатът в района на размножаване е от първостепенно значение. Някои видове птици могат да се справят със суровите зими във вътрешностите на Канада и северната част на Евразия. Така например популации на коса частично мигрират до Скандинавия, но не продължават на юг към значително по-мекия климат от Южна Европа. Естеството на основна храна също е значителен фактор за извършване на миграция. Повечето мигриращи видове са се специализирали да ядат насекоми и промяната на климата към по-студен ограничава в значителна степен и избора на храна. Ето защо на птиците не остава нищо друго освен да отлетят на юг.
Понякога факторите са фино балансирани. Ливадарчетата от вида Saxicola rubetra в Европа и сибирският вид Saxicola maurus са мигранти на дълги разстояния и зимуват в тропиците. Близкият им роднина обаче Saxicola rubicola мигрира на къси разстояния и е почти резидентен. Вероятно това се дължи на възможността птиците от третия вид да отглеждат по-голямо потомство, което да компенсира енергията, разходвана от миграциите на останалите два вида.
Скорошни изследвания показват, че врабчоподобните мигранти на дълги разстояния от Южна Америка и Африка са с еволюционен произход от Северното полукълбо. Те са се пригодили да гнездят в Южното полукълбо и така обръщат посоката на миграция и местата за зимуване.
Теоретични анализи, обобщени от Alerstam (2001), показват, че заобикалянията на дадени обекти по време на миграция водят до увеличаване на разстоянието на полета с до 20%. Често това се дължи на адаптивни и аеродинамични основания. Птиците преодоляват по-лесно прехода, когато имат възможност да консумират храна по време на своя път. Други видове птици показват обиколни миграционни маршрути, които се дължат на исторически пътища, които в резултат на геологична или популационна промяна са станали обиколни, но въпреки това са се запазили. Пример за такава е миграцията на вида Catharus ustulatus. Континенталните му представители летят първоначално в източна посока и на по-късен етап завиват рязко на юг към Флорида, откъдето попадат в Южна Америка. Формата на този път се дължи на факта, че преди около 10 хил. години видът извършва експанзия в западна посока навътре в континента. Обиколните маршрути може да се дължат и на редица други условия, като посока на вятъра, риск от хищничество и други.

## Климатични промени
Мащабните климатични промени, които са възниквали в миналото, са променили някои от особеностите на миграцията. Проучвания са установили, че те повлияват времето на започване на миграция и размножаване, както и промени в числеността на популацията.

## Екологични ефекти
Миграцията на птиците подпомага движението и на други видове животни, основно ектопаразити (като кърлежи и въшки), микроорганизми и вируси, някои от които имат и пряко отношение към здравето на човечеството. Значителен интерес в средата на първото десетилетие на XXI век представляваше пандемията от вирулентен щам на инфлуенцата. Птиците могат да бъдат резервоар и на редица вируси, които при определени условия могат да предизвикат летален ефект сред хората. Характерен пример за това е западнонилската треска, която благодарение на мигриращи птици се разпространява в редица страни, включително и в България. Мигриращите птици могат да изпълняват роля и в разпространение на растителни видове и планктон.
Някои хищници се възползват от значителната концентрация на птици по време на миграция. Така например най-едрият в Европа прилеп Голям вечерник консумира безгръбначни. По време на миграции обаче се възползва от възможността да улавя и дребни врабчоподобни по време на нощните прелети на птиците. Някои хищни птици се специализират в улавянето на плячка сред мигриращите блатни птици.

## Методи за изучаване на птичите миграции
Едни от най-ранните изследвания върху установяване на времето на започване на миграция започват през 1749 г. във Финландия, когато Йоханес Лече от Турку записва датите на пристигане през пролетта на мигрантите.
Миграционните пътища на птиците се проучват по различни начини, като един от най-старите и разпространени методи е опръстеняването. Цветовата маркировка на птиците, използване на радарни съоръжения и сателитното проследяване са някои от другите използвани техники.
Стабилните изотопи на водорода, кислорода, въглерода, азота и сярата също се използват, за да се установят птичите миграции и връзките между местата за зимуване и размножаване. Стабилните изотопни методи разчитат на пространствени изотопни разлики в птичата диета, които са включени в инертни тъкани, като пера, нокти, мускули и кръв.

## Заплахи и опазване на видовете
Човешката дейност е факторът, който оказва съществено влияние върху състоянието на птичите популации. Дългите разстояния, които птиците минават при прелетите си, пресичат политически граници между много страни, всяка със собствено и твърде често различно законодателство в сферата на опазване на орнитофауната. Това налага международно сътрудничество. В сила са няколко международни договора, чиято цел е защитата на мигриращите птици.
Концентрацията на птиците по време на миграция може да постави видове в риск. Историята сочи, че някои мигранти вече са изчезнали по този начин. Класически пример за това е северноамериканският странстващ гълъб (на латински: Ectopistes migratorius). По време на миграция концентрацията на птиците от вида е голяма и това позволява същите да се превърнат в жертва от страна на хората. Други места, където птиците са уязвими по време на път, са местата за почивка.
Ловът на птици в районите, през които минават и птичите магистрали, е сериозна опасност за пернатите. Така например сибирските жерави (на латински: Grus leucogeranus) са доведени до ръба на изчезване в резултат на лов при миграциите си през Афганистан и Централна Азия.
Изградени от хората съоръжения, като далекопроводи, вятърни паркове и нефтени сонди, са сериозна пречка на пътя на птиците. Друга сериозна заплаха е пресушаването на влажните зони, в които птиците отсядат за почивка и възстановяване на силите.